# Skalar (partikel)
 For alternative betydninger, se Skalar. (Se også artikler, som begynder med Skalar)
En skalar er inden for partikelfysikken en partikel med et spin, en form for kvantetal, på nul. Alle skalarer er bosoner, da de pr. definition har heltallige spin, men Higgs-bosonen er den eneste kendte skalar.
| Fysik | Spire Denne artikel om fysik er en spire som bør udbygges. Du er velkommen til at hjælpe Wikipedia ved at udvide den. |